# World Atlantic Airlines
World Atlantic Airlines ist eine US-amerikanische Charterfluggesellschaft und der Markenname, unter dem die dahinterstehende Caribbean Sun Airlines mit Sitz in Miami nach außen hin ausschließlich auftritt.

## Geschichte und Flugziele
Die Gründung der World Atlantic Airlines erfolgte im September 2002 unter dem Namen Caribbean Sun Airlines als Teil der Stanford Financial Group. Von ihrem Sitz in San Juan auf Puerto Rico aus führte der Erstflug des Unternehmens am 21. Januar 2003 nach Tortola, Britische Jungferninseln, bevor man sich in der Folgezeit auf Verbindungen nach Antigua sowie auf Flüge zu den Niederländischen Antillen und zu den Amerikanischen Jungferninseln konzentrierte; zum Einsatz kamen vornehmlich Maschinen des Typs De Havilland DHC-8-100. Auf den Flügen kooperierte Caribbean Sun Airlines mit der antiguanischen Schwestergesellschaft Caribbean Star Airlines, die ebenfalls zur Stanford Financial Group gehörte und Anschlussflüge zu weiteren Karibikinseln ermöglichte.
Der Flugbetrieb wurde gegen Ende Januar 2007 eingestellt. Die nach einem anschließenden Eigentümerwechsel angestrebte Wiederaufnahme desselben unter dem Namen Merengue Airlines Dominicana blieb jedoch ebenfalls erfolglos und so wurde Caribbean Sun Airlines schließlich an Tomas Romero verkauft, der das Unternehmen im Außenauftritt zu World Atlantic Airlines umfirmierte. Weiter noch legte das fortan ausschließlich unter diesem Namen auftretende Unternehmen seinen Fokus sodann auf den ACMI-Charterbereich.
Im Rahmen von Unregelmäßigkeiten rund um die in Myrtle Beach ansässige, insolvente Direct Air, für die World Atlantic Airlines Flugzeuge im ACMI-Charter zwecks Aufnahme des Flugverkehrs bereitgestellt hatte, sanktionierte das US-amerikanische Verkehrsministerium World Atlantic Airlines im Jahre 2012 mit einer Strafe von 180.000 USD. Das Verkehrsministerium sah hierbei den unlauteren Wettbewerb durch World Atlantic Airlines als erwiesen an; so hatte letztere zum Beispiel die durch Direct Air gecharterten Flüge teilweise weniger als zehn Tage vor Beginn abgesagt und schließlich nach der abrupten Einstellung des ACMI-Charters die Rückführung gestrandeter Passagiere verweigert. Die Behörde verwies darauf, dass World Atlantic Airlines die Flüge gar nicht erst hätte durchführen dürfen, da Direct Air von Anfang an in Zahlungsverzug geraten war, und dass World Atlantic Airlines die notwendigen finanziellen und rechtlichen Voraussetzungen auf Seiten der Direct Air besser hätte prüfen müssen.
Beginnend ab dem Jahr 2013 führte das Unternehmen auf Charterflügen Abschiebungen für die zum Heimatschutzministerium gehörende Polizei- und Zollbehörde United States Immigration and Customs Enforcement unter anderem nach Guatemala durch.
Im September 2017 ging World Atlantic Airlines überdies eine Partnerschaft mit der venezolanischen Avior Airlines ein, nachdem man im Rahmen von ACMI-Charter zuvor mit der ebenfalls venezolanischen Laser Airlines zusammengearbeitet hatte. Im Rahmen der Geschäftsbeziehungen mit Avior Airlines operiert World Atlantic Airlines im ACMI-Charter Flüge nach Fort Lauderdale und Miami.

## Flotte

### Aktuelle Flotte

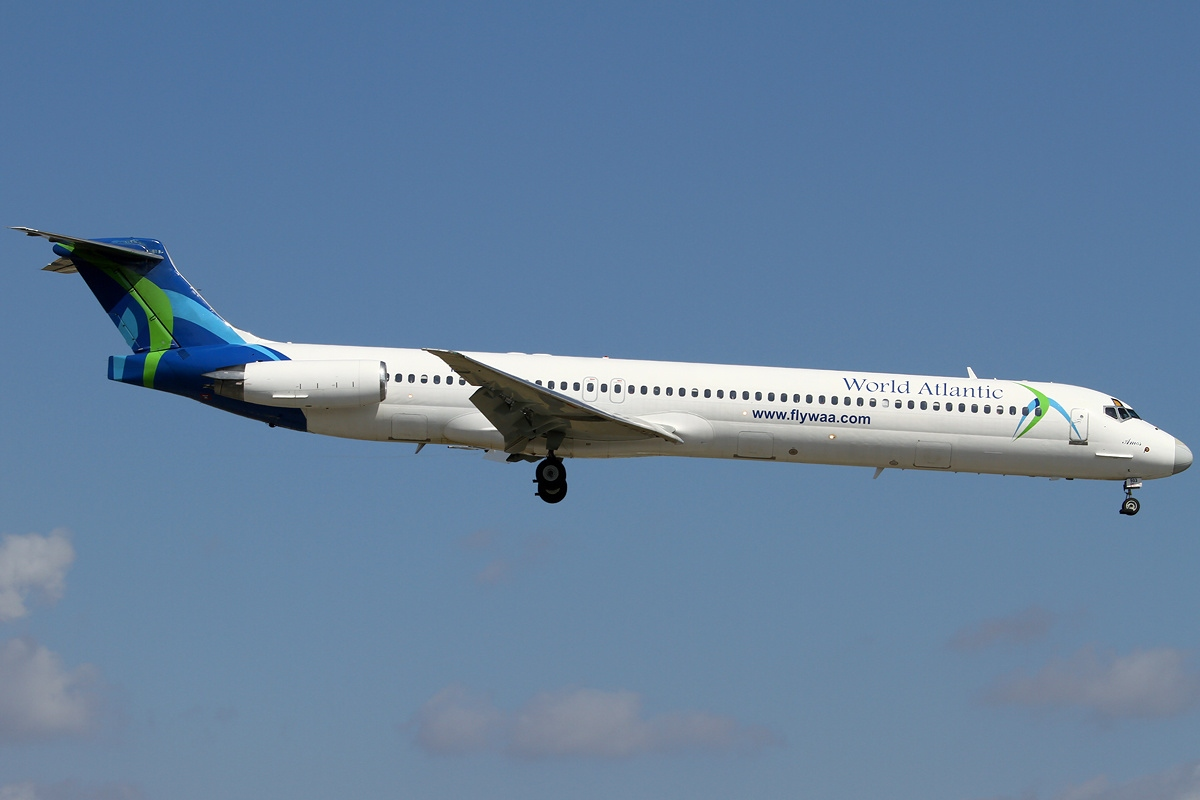
McDonnell Douglas DC-9-82 (MD-82) im Anflug auf den Flughafen von Miami, Februar 2013

Mit Stand Oktober 2023 besteht die Flotte der World Atlantic Airlines aus sechs Flugzeugen mit einem Durchschnittsalter von 32,6 Jahren:
| Flugzeugtyp                       | Anzahl | Luftfahrzeugkennzeichen | Anmerkungen |
| --------------------------------- | ------ | ----------------------- | ----------- |
| McDonnell Douglas DC-9-83 (MD-83) | 6      | N801WA                  |             |
| McDonnell Douglas DC-9-83 (MD-83) | 6      | N802WA                  |             |
| McDonnell Douglas DC-9-83 (MD-83) | 6      | N804WA                  |             |
| McDonnell Douglas DC-9-83 (MD-83) | 6      | N805WA                  |             |
| McDonnell Douglas DC-9-83 (MD-83) | 6      | N807WA                  |             |
| McDonnell Douglas DC-9-83 (MD-83) | 6      | N808WA                  |             |
| Gesamt                            | 6      |                         |             |

### Ehemalige Flugzeugtypen
In der Vergangenheit wurden auch Maschinen der folgenden Typen betrieben:
- De Havilland DHC-8-100
- McDonnell Douglas DC-9-82 (MD-82)

## Trivia
Den IATA-Code WL trugen zuvor die Lao Air Lines aus Laos und die Aeroperlas aus Panama.

## Zwischenfälle
- Am 20. April 2018 kollabierte auf dem von World Atlantic Airlines durchgeführten U.S.-Immigration-and-Customs-Enforcement-Flug 708 während der Landung das rechte Hauptfahrwerk der McDonnell Douglas DC-9-83 mit dem Luftfahrzeugkennzeichen N807WA. Zuvor hatte die Besatzung der aus Chicago kommenden Maschine bereits im Flug Problemen mit dem Fahrwerk festgestellt. Bei der Landung auf dem Alexandria International Airport und der anschließenden Evakuierung wurde keiner der 101 Insassen, die in ihre Heimatländer zurückgeführt werden sollten, verletzt, das Flugzeuge jedoch sah sich erheblichen Beschädigungen ausgesetzt und wurde später als irreparabel abgeschrieben.[10][11][12]